# Eidgenössische Volksinitiative «für tiefere Arzneimittelpreise»
Die Eidgenössische Volksinitiative «für tiefere Arzneimittelpreise» war eine Initiative des Schweizer Discounters Denner, die forderte, dass alle in Deutschland, Frankreich, Italien und Österreich zugelassenen Medikamente automatisch auch in der Schweiz zugelassen werden und die Krankenkassen nur noch die günstigsten Medikamente vergüten. Sie wurde deutlich abgelehnt.

## Initiative
Die Initiative wurde am 12. Dezember 1997 mit 127'376 Unterschriften eingereicht und kam am 4. März 2001 zur Abstimmung.
Der Bundesrat und das Parlament empfahlen ein Nein zur Initiative.

### Absicht
Das Volksbegehren hatte zum Ziel, dass alle in Deutschland, Frankreich, Italien und Österreich zugelassenen Medikamente automatisch auch in der Schweiz zugelassen werden und die Krankenkassen nur noch die günstigsten Medikamente zahlen müssen. Dies hätte bedeutet, dass, wenn günstigere Generika existieren, die Generika statt der Originalmedikamente abgegeben werden müssen (sofern der Patient die Medikamente nicht selber bezahlt). So wollte man die Krankenkassenprämien senken.
Da die Schweiz aber nach den Regeln der Welthandelsorganisation WTO Vorteile, die sie den einen WTO-Mitgliedstaaten einräumt, auch allen andern gewähren muss, würde sich die automatische Zulassung der Medikamente nicht nur auf die im Initiativtext erwähnten 4 Länder beschränken, sondern auch auf diverse andere Länder ausweiten.

### Wortlaut
Die Volksinitiative hatte folgenden Wortlaut:

## Argumente

### Pro
Die Initianten wollten mit der Initiative vor allem tiefere Preise erreichen. Sie verwiesen darauf, dass in europäischen Niedrigpreisländern die Medikamente bis zu 100 % weniger kosteten als in der Schweiz.
Um zu verhindern, dass Medikamente, die in Ländern mit unseriösen Zulassungsverfahren zugelassen wurden, automatisch auch in der Schweiz zugelassen werden, hätte man ihrer Ansicht nach eine Zusatzregistrierung fordern können:

„Die Initianten fordern nicht nur einen tieferen Arzneimittelpreis, sie wollen auch die medizinische Sicherheit gewährleistet sehen. Sie verschliessen sich einer gesundheitspolizeilichen Zusatzregistrierung durch Schweizer Behörden nicht für den Fall, dass ein Land – anders als beispielsweise die OECD-Länder – kein mit der Schweiz vergleichbares, gleichwertiges Zulassungsverfahren kennt. Auch soll von einem anderen Staat Gegenrecht verlangt werden können.“

### Kontra
Die Gegner argumentierten, dass aufgrund des WTO-Abkommens auch Medikamente aus Ländern mit unseriösen Zulassungsverfahren in die Schweiz gelängten, ohne von den schweizerischen Behörden kontrolliert zu werden.
Ausserdem sei das günstigste Medikament häufig nicht das Beste. Die Initiative hätte deshalb zur Folge gehabt, dass Patienten auf schlechtere Medikamente zurückgreifen gemusst hätten, wenn sie diese nicht selbst bezahlt hätten.

## Abstimmung
Über die Initiative wurde am 4. März 2001 abgestimmt. Die Vorlage wurde von Volk und Ständen deutlich verworfen, sie wurde nur von 30 % der Stimmenden angenommen. Am meisten Zustimmung fand die Volksinitiative im Kanton Solothurn mit 37,1 %, am deutlichsten verworfen wurde sie in den Kantonen Neuenburg und Wallis mit 80 % Nein-Stimmen.